# LOVE COMPLEX
『LOVE COMPLEX』（ラブ・コンプレックス）は、井上陽水の18枚目のオリジナル・アルバム。

## 概要
『カシス』から4年ぶりのオリジナル・アルバム。2019年6月26日、高音質のUHQCDで再発売された。

## 収録曲
| 全作詞: 井上陽水（特記以外）。 |                                        |                      |                      |            |      |
| #                              | タイトル                               | 作詞                 | 作曲                 | 編曲       | 時間 |
| 1.                             | 「11;36 LOVE TRAIN」                   | 井上陽水（特記以外） | 井上陽水             | 井上陽水   | 3:54 |
| 2.                             | 「サイケデリック・ラブレター」         | 井上陽水（特記以外） | 井上陽水             | 後藤次利   | 4:09 |
| 3.                             | 「ナビゲーション」                     | 井上陽水（特記以外） | 井上陽水             | 佐藤準     | 5:32 |
| 4.                             | 「ミステリー あなたに夢中」            | 井上陽水（特記以外） | 井上陽水             | 佐藤準     | 4:17 |
| 5.                             | 「架空の星座」                         | 井上陽水（特記以外） | 矢野顕子             | 浦田恵司   | 5:18 |
| 6.                             | 「新しい恋」(作詞: 町田康)             | 井上陽水（特記以外） | 井上陽水             | 鈴木茂     | 5:09 |
| 7.                             | 「蜘蛛の巣パラダイス」                 | 井上陽水（特記以外） | 井上陽水、美久月千晴 | 美久月千晴 | 3:19 |
| 8.                             | 「長い猫」(作詞: 井上陽水、依布サラサ) | 井上陽水（特記以外） | 井上陽水             | 武沢侑昂   | 3:37 |
| 9.                             | 「歌に誘われて」                       | 井上陽水（特記以外） | 井上陽水             | 今堀恒雄   | 3:20 |
| 10.                            | 「愛されるのがWOMAN」                  | 井上陽水（特記以外） | 井上陽水             | 後藤次利   | 4:25 |
| 11.                            | 「あなたにお金」                       | 井上陽水（特記以外） | 井上陽水             | 星勝       | 5:57 |
| 合計時間:                      | 合計時間:                              | 合計時間:            | 合計時間:            | 48:57      |      |

### 楽曲について
「架空の星座」
『はじめてのやのあきこ』収録曲。
「歌に誘われて」
2003年度西鉄バスイメージCMソング。2004年4月1日には発売元：ピンジャックレコード、販売元：西鉄エージェンシーで限定生産のシングル盤も発売された。